# Dorohînka, Icinea
Dorohînka (în ucraineană Дорогинка) este o comună în raionul Icinea, regiunea Cernihiv, Ucraina, formată numai din satul de reședință.

## Demografie
Componența lingvistică a comunei Dorohînka
     Ucraineană (98,98%)
     Rusă (1,02%)
Conform recensământului din 2001, majoritatea populației comunei Dorohînka era vorbitoare de ucraineană (98,98%), existând în minoritate și vorbitori de rusă (1,02%).